# 계루부
계루부(桂婁部)는 고구려 오부 중 하나이다. 오부의 중심이 되었던 부족으로 주몽이 자신을 따르는 부여계 집단과 재지 세력이 결합해 형성되었다.
9대 고국천왕에 의해 5부가 행정적 5부(동·서·남·북·중)로 개편된 뒤에는 중부(中部), 내부(內部) 또는 황부(黃部)로 불렸다.
계루부의 대가(大加) 중 왕족들은 모두 고추가(古雛加)라 불렸다.
주몽과 유리는 서로 다른 시기에 부여로부터 이주해온 세력으로서, 주몽 집단은 졸본부여 세력과, 유리 집단은 송양의 비류국 세력과 서로 결합하여 소노부(비류부)의 일원을 구성하였는데, 고구려 건국 초기에는 비류부 세력들 중 유리 집단과 송양의 비류국 세력이 국정의 주도권을 행사했으나, 이후 주몽과 졸본부여 세력이 대무신왕대 이후 남하하여 집안 및 통화 지역에 자리잡은 부여계 유이민 세력(연나부 세력)의 지원을 받아 왕위를 차지한 것이 계루부의 기원이라는 견해가 제기되기도 했다.
계루부 왕실의 초기 거점은 환인시의 동쪽에 위치한 고려묘자촌 일대에 마련되었을 가능성이 크며, 오녀산성은 계루부 왕실의 건도지가 아니었지만, 계루부의 세력이 소노부를 대체하는 시기에 졸본 지역 내에서 상징적 경관을 자랑하는 오녀산성을 건도지로 설정하였을 것이라는 견해가 있다. 계루부 중심지 졸본은 상고성자고분군, 하고성자고성, 망강루고분군 일대를 포함하는 육도하 권역에서 오녀산성, 고려묘자촌을 포괄하는 범위로 상정할 수 있다.
한편 '계루(桂婁)'의 어원을 고구려에서 '성(城)', '나라(國)'을 뜻하는 단어 '구루(溝婁)'와 동계어로 보는 견해가 있다.

## 같이 보기
- 계루부
- 관노부
- 소노부
- 순노부
- 절노부